# Последний рейс корабля «Отважный»
«Последний рейс корабля „Отважный“» — картина английского живописца Уильяма Тёрнера, написанная в 1839 году. На полотне изображён последний рейс участника Трафальгарской битвы, боевого корабля английского флота «Отважный». Паровой буксир тянет старое судно в доки, где впоследствии оно будет разобрано. Впервые выставлена в Королевской академии художеств в 1839 году.

## Предыстория
Когда Тёрнер начал писать картину, он был на пике своей карьеры выставляясь в Королевской академии в Лондоне уже 40 лет. Он был известен своими очень атмосферными картинами, в которых он исследовал темы погоды, моря и световых эффектов. Большую часть своей жизни он провел возле реки Темзы и написал множество картин с изображением кораблей и прибрежных сцен, как акварелью, так и маслом. Тёрнер часто делал небольшие наброски, а затем превращал их в готовые картины в студии, которая также служила выставочным залом для покупателей.
В картине он использовал значительную художественную свободу, имевшую символическое значение, которое сразу оценила его аудитория.

## Композиция
Композиция картины необычна тем, что самый значимый объект, старый военный корабль, расположен значительно левее центра картины, где он возвышается в почти призрачных цветах на фоне треугольника голубого неба и поднимающегося тумана. Красота старого корабля контрастирует с грязным, почерневшим буксиром с высокой дымовой трубой.
Синий треугольник обрамляет мачты кораблей, которые уменьшаются в размерах по мере их удаления. «Отважный» и буксир прошли мимо небольшого речного судна, едва улавливающего ветер. Чуть дальше дрейфует корабль с прямыми парусами.
На противоположной стороне картины, на том же расстоянии от рамы, что и главная мачта корабля, солнце садится над устьем реки. Красный цвет облаков отражается в реке, повторяя цвет дыма от буксира. Закат солнца символизирует завершение эпохи, когда парус уступил место пару.

## В массовой культуре
Картина используется в фильме о Джеймсе Бонде «007: Координаты «Скайфолл» как символ Бонда и его положения в MI6.
В феврале 2020 года Банк Англии представил новую полимерную банкноту достоинством 20 фунтов стерлингов, на которой изображен автопортрет Тернера, датируемый примерно 1799 годом, на фоне «Последнего рейса», сопровождаемый цитатой «Свет — это цвет» из лекции Тернера 1818 года и копией его подписи, сделанной на завещании.